# 그레나다 침공
미국의 그레나다 침공(영어: Invasion of Grenada), 작전명 갑작스러운 격노 작전(영어: Operation Urgent Fury)은 1983년 10월 25일 미 해병대 병력 2천여 명이 카리브해의 작은 섬나라인 그레나다를 기습 공격한 사건을 말한다.

## 배경
미국의 침공이 있기 직전에 그레나다에서는 소련과 쿠바의 지원을 받은 군부에 의해 쿠데타가 일어나 모리스 비숍 총리와 세 명의 각료가 처형되었다. 쿠바는 그레나다의 새 정권에 대해 강력한 재정적 지원 및 무장된 건설노동자를 보냈다. 이는 미국으로 하여금 "제2의 쿠바"를 우려하게 하여, 강한 위기감을 주었다.

## 경과
그레나다 침공에는 미군 병력 7천명, 동카리브 국가 기구(OECS) 6개국에서 300〜500명이 투입되었다. 그레나다 측은 병력 1,500명에 쿠바인 700명(고도의 군사 훈련을 받은 무장 건설 노동자 및 군사 고문)이었다. 이외에 그레나다 국내의 소련, 조선민주주의인민공화국, 독일민주공화국, 불가리아, 리비아에서 온 60명 가량의 고문(顧問)이 있었다. 또 인도에서 200명, 중화인민공화국에서 82명의 보병(歩兵)이 참전했다는 정보도 있다.
10월 25일 오전 5시에 선전포고 없이 시작된 그레나다 침공은, 미국에게 있어서는 베트남 전쟁 이후에 전개된 최초의 대규모 군사 행동이었다. 12월 15일 전도(全島)가 제압되고, 섬 안의 쿠바, 조선민주주의인민공화국, 리비아, 독일민주공화국, 불가리아 국적자들은 연금(軟禁)되었다.

## 영향
미국은 그레나다의 공산화를 막기 위해 기습 공격을 단행했다고 주장했다.
미국은 군사 목표를 달성한 뒤 그레나다에 1985년 6월까지 미군을 주둔시켰다.

## 같이 보기
- 미국의 해외 개입